# ملعب ويندسور بارك (دومينيكا)
ملعب ويندسور بارك هو ملعب متعدد الاستخدام يقع في روسو عاصمة دومينيكا . غالبا ما يتم استخدامه لمباريات كرة القدم . يسع الملعب لجلوس 12 ألف متفرج . يعتبر الملعب الرسمي الذي يخوض فيه منتخب دومينيكا مبارياته الدولية . تم افتتاح الملعب في 24 أكتوبر 2007 .